# 火爐山森林公園

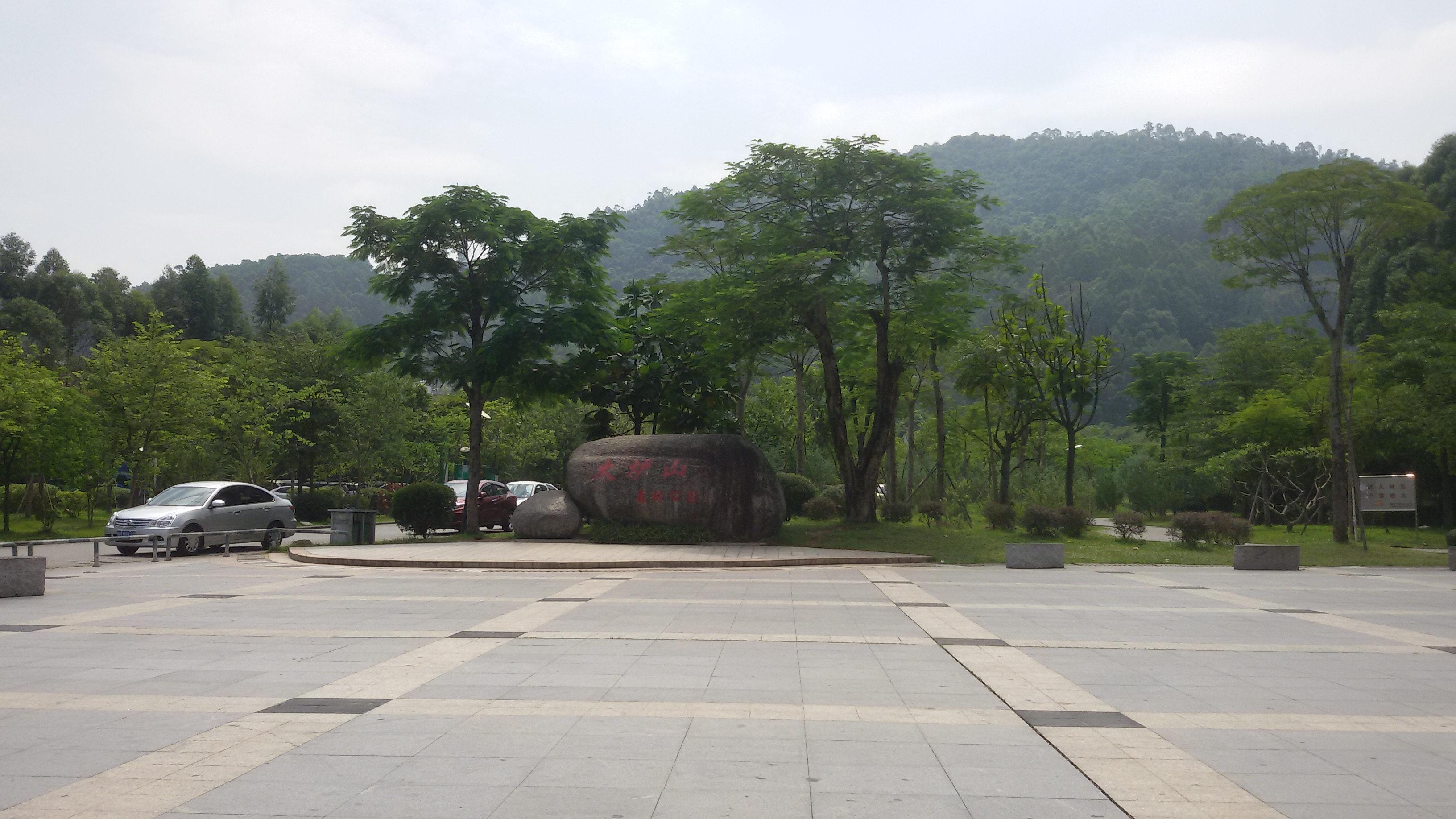
公園北門

火炉山是中华人民共和国广东省广州市天河区的一个免费森林公园，南面是岑村火炉山南路，与育新街、华观路、科韵路相连，北面为柯木塱，与广汕一路、柯木塱南路相连，东面有长700米的东门登山路径至天河智慧城核心区（高唐）、凌塘村，西侧连至龙眼洞林场。南北有环山公路相连接，最高点白架顶，海拔321.8米，还有猪头石、鸡枕石、三间二廊、竹园广场等景点，南面有周总理视察岑村纪念林。据统计，火炉山森林公园多个地段的负离子普遍达到每立方厘米3500—4000个 。 火炉山临近凤凰山、龙眼洞、华南植物园、广东树木公园。

## 名称来源
火炉山，因从天空俯视其形状象葫芦，原名为葫芦山，因其山上泥土多为红泥土，空中看上去为火红色，所以称火葫芦，又简称“火炉”，因此又名火炉山。

## 隐患
2014年9月，火炉山森林公园基建项目已基本完工，但目前公园的道路照明、公共厕所等水电配套设施尚未完善，存在一定的安全隐患。

## 交通

### 公交
华观路（火炉山森林公园）总站；教练场口（火炉山森林公园）站；榄元村站。

### 地铁
邻近广州地铁6号线柯木塱站和龙洞站。